# Аурора (богиња)
Аурора (лат. [au̯ˈroːra]) је римска богиња зоре и јутра. Кћи је Титаниде и Хипериона (или је према Овидију могла бити и Палантова кћи). Жена је тројанског принца Титона и мајка етиопског краља Мемнона (као свој пандан). Њена деца су такође и бројни ветрови (што се ретко спомињало, јер флексибилност везе са њеним панданом Еојом у овом случају није толико јасна), а брат и сестра њени су: сунце- Сол и месец- Луна. Она представља пандан Еоје у грчкој митологији.

## Митологија
Сваког јутра Аурора израња из океана и прелеће преко неба отварајући Сунцу врата истока и обзнањујући освит новог дана. Сматра се и мајком јутарње звезде (morning star) Луцифера, чије име дословно значи Светлоноша. Такође представља ону која се стара о сумраку док га не преузме његова мајка.
Име Аурора у преводу значи зора, или рађање Сунца. Њено име се може довести у везу са латинском речју aurum, што означава злато, попут сјајности освита зоре.
Често је приказивана у поезији са својим љубавником, Титоном. Титон је био тројански принц, кога је Аурора из силине своје љубави преточила у божанство; наиме, она је желела да плам њихове љубави никада не згасне, те је Јупитера замолила да Титона претвори у божанство. Своме мужу је измолила вечан живот, али није и вечну младост, те је он кроз вечност остао заувек стар.

## Приказивање
Поред тога што нема конкретну митологију која је разликује од грчког пандана, она је помињана у љубавној поезији са Титоном, али је такође помињана и у Хомеровој Илијади.
У Овидијевим "Метаморфозама", он је описује као вечно младу богињу, која се у рано јутро буди како би у својим кочијама јашући испред Сунца довела светлост дана на освиту зоре. Према њему, имала je љубичасти плашт који се иза ње шири, док су се испред њених кочија простирале руже. Други су је попут Еоје приказивали са великим, белим крилима.

## Поларно светло
Назив за поларну светлост на Северном полу је aurora borealis, а на Јужном полу aurora australis. Поларна светлост настаје сударањем атома и електрона у јоносфери који својим хаотичном кретањима изазивају настанак ове светлости која има љубичасту нијансу, налик Аурорином плашту.